# Петр Безруч
Петр Бе́зруч (літературний псевдонім Володимира Вашека; чеськ. Petr Bezruč; 15 вересня 1867, Опава -  17 лютого 1958, Оломоуц) - чеський поет.

## Життєпис

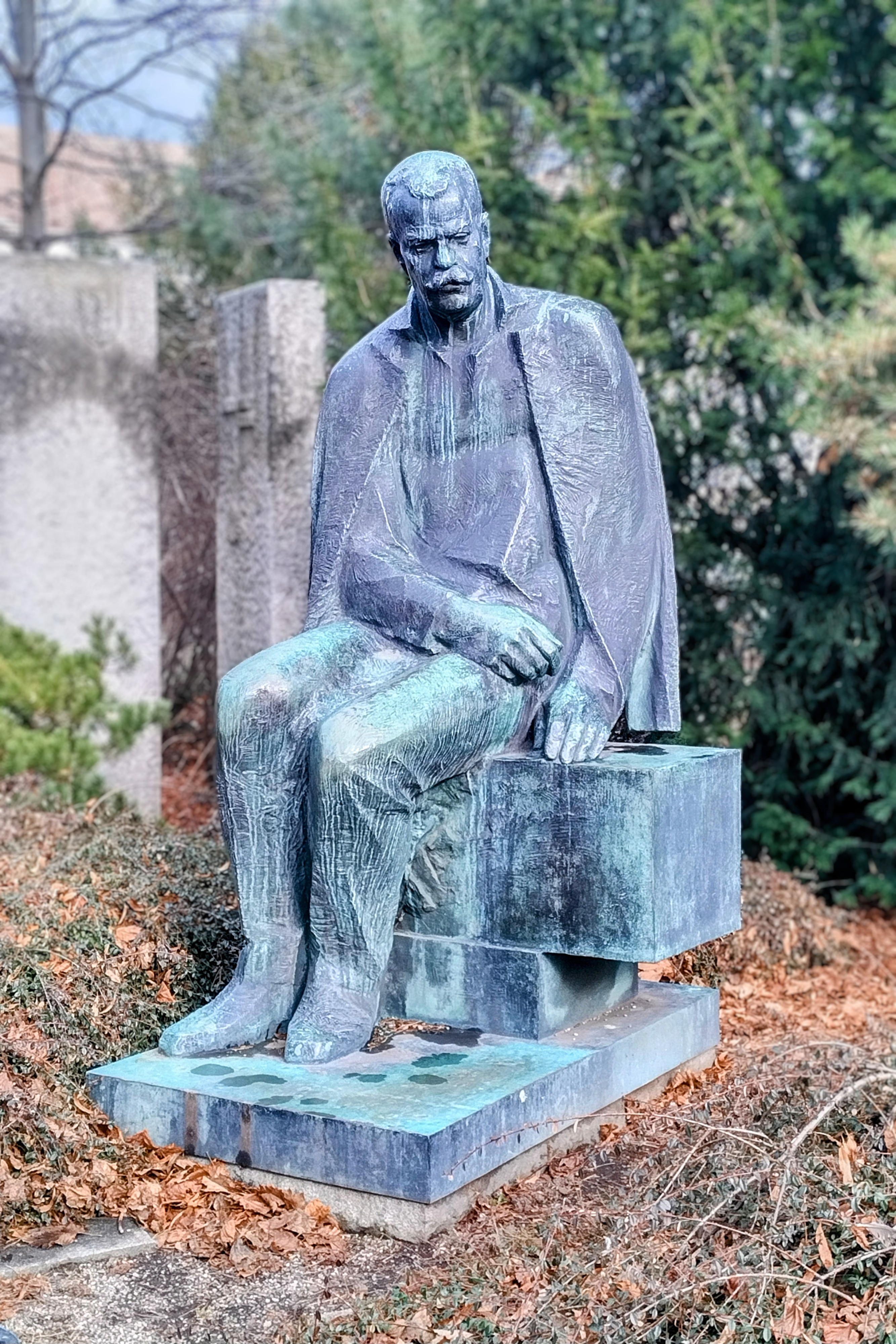
Пам'ятник П. Безручу в Опаві

Народився в місті Опава (Чеська Сілезія). Походив з родини вчителя гімназії, вченого-філолога. Навчався в Празькому університету.
Літературну діяльність почав як фейлетоніст («Нариси про кав'ярню „Люстік“», 1889 рік).
Визнання здобув «Сілезькими піснями» (51 вірш у виданні 1909 року; 88 віршів виданні 1951), в яких виражено протест трудового народу проти соціального й національного гноблення.
Безруч належить антиімперіалістичний твір «Драгун Ганіс Блендовський» (1918).
У 1923 році вийшла збірка фейлетонів «Республіка перед святим Петром», а в 1938 - книга «Лоло та його друзі», спрямована проти ніцшеанського культу надлюдини. У поемі «Блакитний метелик» (1931), у віршах і нарисах 1920-1930-х років виступав з критикою суспільних відносин тогочасної Чехословаччини. У 1937-1938 році вийшла збірка віршів різних років «Параліпомени».
У роки окупації перебував під наглядом гестапо. 
У 1945 році Безручу присвоєно звання народного митця Чехословаччини.

## Українські переклади
Українською мовою вірші Петра Безруча перекладали Григорій Кочур, Микола Лукаш, Володимир Житник.
- Петр Безруч. Сілезькі пісні: поезії / Вступ.ст. В. Житник. — Київ: Дніпро, 1970. — 175 с. (Перлини світової лірики).

## Пам'ять
На його честь названо астероїд 3096 Безруч.